# Església de la Mare de Déu de l'Assumpció (Montgai)
L'Església de la Mare de Déu de l'Assumpció és una obra barroca de Montgai (Noguera) protegida com a bé cultural d'interès local.

## Descripció
L'església de la Mare de Déu de l'Assumpció de Montgai es troba al nucli antic d'aquest nucli, al sud de l'àrea que quedava tancada per l'antiga muralla medieval i amb accés des del carrer que des del castell, situat al nord del nucli, menava a la porta meridional de la vila. Està orientada l'oest a est, amb l'accés a ponent i la capçalera a llevant.
Es tracta d'una església de planta basilical de tres naus, separades entre si per tres arcs formers de mig punt, amb un campanar a l'esquerra de la façana principal.
Aquesta està construïda en aparell regular de carreus ben escairats i polits. La portalada d'accés principal ve precedida per una escalinata. La porta, amb un timpà d'arc de mig punt (en el qual hi ha la data de 1916 que correspon a la darrera refacció de la façana), està emmarcada per dues columnes amb capitells d'ordre compost (volutes sobre fulles d'acant) que sostenen sengles pinacles de forma arrodonida rematats per ornaments florals. A sobre de la portalada hi ha un tabernacle (de columnes corínties amb un timpà a sobre) que emmarca una fornícula amb una imatge exempta de la Mare de Déu en actitud pregant. Just a sobre d'aquest tabernacle, i de la mateixa amplada, s'obre el rosetó, amb un vitrall policrom que mostra una altra imatge de la Mare de Déu, aquest cop amb els braços oberts.

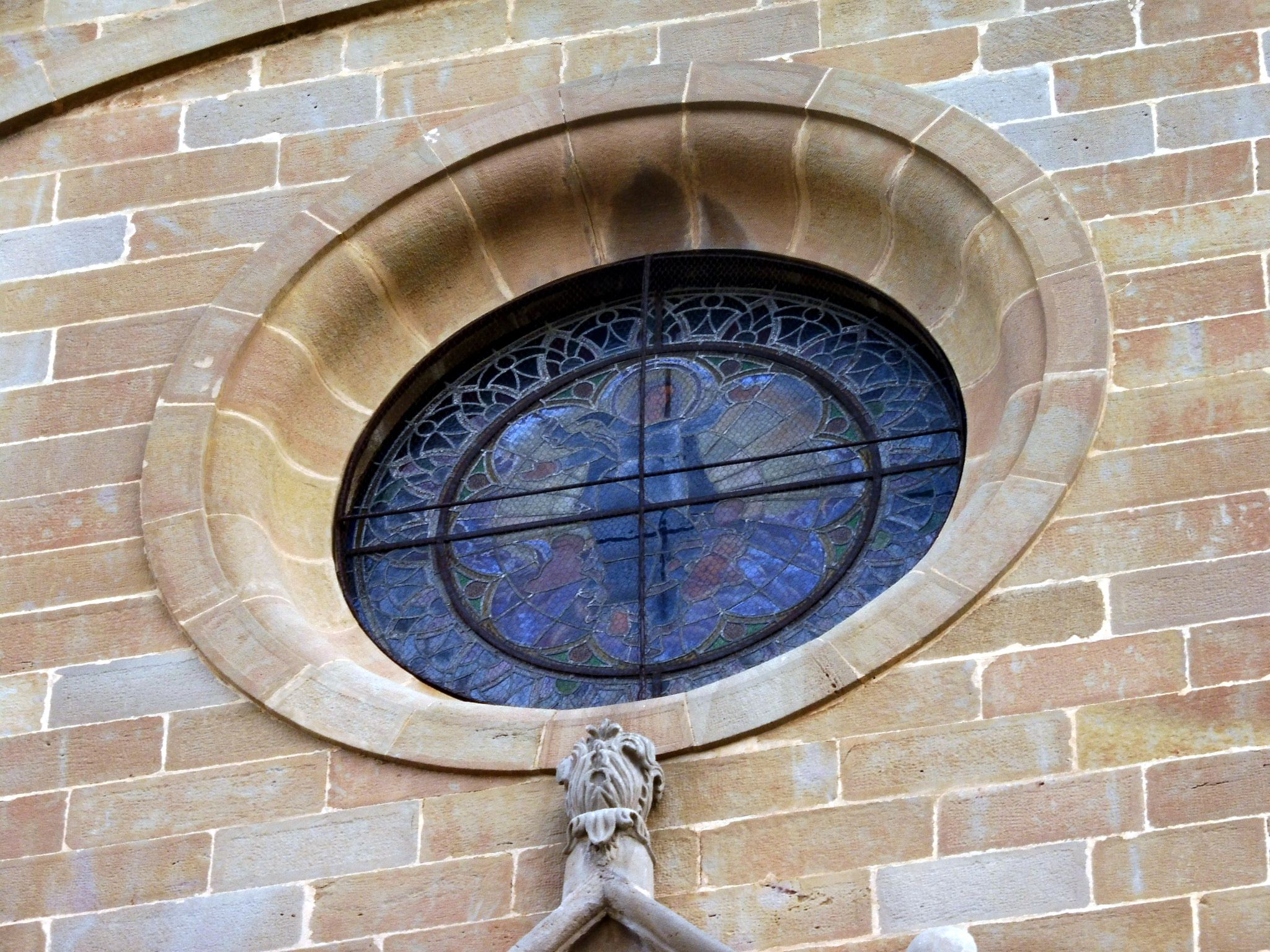
Detall de l'òcul de la façana

La façana és rematada amb un encornisament que segueix les línies d'un arc carpanell (emmotllurat al voltant i a sobre del rosetó), en el centre del qual sorgeix un sobrealçament rematat amb un frontó triangular (enmig del qual s'obren dues obertures ogivals) coronat amb una creu llatina.
La teulada és a doble vessant amb el carener longitudinal i desaiguat sobre les naus laterals (que recull l'aigua amb canalons i les expulsa per baixants situats a les façanes laterals). Els ràfecs són de tres nivells de rajola i teula. Els murs de les façanes laterals són fets amb aparell irregular de pedra sorrenca allisada en la cara exterior però de mides diverses. Aquest tipus d'aparell es troba també en el campanar.
La nau principal, més ampla i alta que les laterals, està coberta per volta de canó dividida en cinc trams per arcs torals. A cada tram hi ha llunetes damunt de les finestres. Les naus laterals estan cobertes amb volta d'aresta. Al damunt de les naus hi ha unes tribunes. Per sobre de la tribuna hi ha quatre finestres que corresponen al claristori i il·luminen la nau central. A llevant hi ha l'absis, acabat en forma plana, al damunt hi ha una ampla petxina amb una funció decorativa. Abans, però, es troba el presbiteri, aixecat respecte el nivell de terra, on hi ha un altar de pedra cobert per un cadafal. Als peus de l'església, damunt de la porta d'entrada hi ha el cor il·luminat pel rosetó.
El campanar, adossat a l'angle nord-oest de l'edifici i, per tant, a l'esquerra de la façana, presenta dos fases constructives. La base, de planta quadrada, fins a una altura anàloga al punt més elevat de la façana principal, està fet en aparell irregular, excepte les cantonades, on es disposen carreus regulars rectes i de través. A partir d'aquesta alçada s'eleva el coronament del campanar, d'estil neoclàssic i bastit a finals del segle xviii. El cos principal conté quatre columnes d'ordre compost a les quatre cantonades i quatre obertures d'arcs de mig punt. A sobre d'aquest cos, s'aixeca finalment un cos de base octogonal i més estret, amb una obertura a cada cara. El campanar assoleix una alçada de 40 m.

## Història
L'església de Montgai va ser probablement fundada durant la segona meitat del segle xi, després de la conquesta de la zona pels comtes de Barcelona i d'Urgell Ramon Berenguer I i Ermengol III.
Se li suposa la funció de parròquia de la població i església del castell. El temple actual fou bastit en estil barroc a mitjans del segle xviii sobre les restes de la primera església. El campanar fou completat en estil neoclàssic a finals del segle xviii sobre la base quadrada de l'antic campanar del segle xi. El reverend Josep Bernola va vendre's les finques per finançar les obres d'aquesta segona fase del campanar.
Fins a la Guerra Civil de 1936 en que fou cremat, un retaule gòtic de fusta presidia la capçalera. L'actual en pedra que el substitueix fou esculpit pel picapedrer local Pere Comelles.